# Massacres de décembre
 (juillet 2025).
Les massacres de décembre sont une série d'exécutions à motivation politique menées par le gouvernement sud-coréen après la reprise de Pyongyang par les forces communistes lors de la guerre de Corée. Les exécutions ont eu lieu en Corée du Sud, mais principalement dans et autour de Séoul. On pense que le gouvernement sud-coréen a exécuté des milliers de personnes, mais il est difficile d'obtenir des estimations précises. Le régime de Rhee a été critiqué par la communauté internationale et les exécutions ont terni son image.

## Contexte
En octobre 1950, les forces des Nations unies et de la République de Corée (ROK) avaient réussi à détruire presque toute l'armée nord-coréenne. La République populaire de Chine avertit les forces alliées que si elles s'approchaient du fleuve Yalu, les Chinois pourraient être contraints d'intervenir. Fin octobre, les forces chinoises traversent le fleuve Yalu et engagent les forces de l'ONU près de la frontière sino-coréenne. Plusieurs victoires des Chinois font reculer les forces des Nations Unies et de la République de Corée (ROK) vers le sud. Début décembre, il était devenu clair que les forces de l'ONU ne défendraient pas Pyongyang et la ville a été reprise peu après.

## Massacres
Le régime de Rhee a réagi brutalement à la chute de Pyongyang en réprimant des communistes présumés. À la suite de la chute de la ville, les exécutions de masse et les arrestations de communistes sont devenues courantes. Ce n'était pas la première fois que l'un ou l'autre camp exécutait des partisans présumés de l'opposition, car tout au long de la guerre, des exécutions planifiées étaient assez fréquentes, bien que généralement à une échelle plus petite et plus isolée. En octobre, le London Times rapporte que près de 300 hommes et femmes avaient été détenus et battus à coups de crosses de fusil et de bâtons de bambou. D'autres pratiques comprenaient l'insertion d'éclats de bambou sous les ongles comme méthode de torture et les fusillades de masse dans les espaces publics. Le vendredi 15 décembre 1950, des troupes britanniques et américaines ont été témoins de l'exécution de plus de 800 prisonniers politiques en périphérie de Séoul. Les rapports mentionnent des camions chargés de prisonniers, y compris des femmes et des enfants, déchargés et exécutés dans les tranchées où ils devaient être enterrés. Cinq tireurs ont procédé aux exécutions, qui ont commencé à 7h30 et se sont terminées à 8h10. Un témoignage oculaire décrit un jeune garçon d'environ 8 ans, agenouillé dans une tranchée et pleurant, se tournant vers l'un des gardes avant d'être abattu. Les victimes comprenaient généralement des communistes présumés, des saboteurs et des meurtriers. Bien que les exécutions aient été bien documentées par les forces de l'ONU, le gouvernement sud-coréen a continué de nier toute accusation de méfait.

## Réactions
La communauté internationale a réagi avec indignation à l'annonce des exécutions de masse dans le Sud. Partout dans le monde on réclamait que le régime de Rhee mette immédiatement fin aux exécutions. La plupart des rapports suggèrent que les forces de l'ONU ont réagi avec dégoût aux exécutions de masse. Un soldat britannique a rapporté que des soldats de la ROK avaient procédé à l'exécution de prisonniers à seulement 45 mètres de leur camp ; il a été contraint de s'éloigner lorsque les exécutions d'enfants ont commencé pendant le petit-déjeuner. Les commandants de l'ONU étaient particulièrement préoccupés par le fait que leur association avec le régime pourrait nuire à leur mission en Corée, mais ont fait peu pour enquêter sur les exécutions. Rhee a réagi en promettant de mettre fin à toutes les exécutions de masse et de réduire les peines de mort pour les prisonniers. Bien qu'il ait donné des garanties que les exécutions cesseraient et qu'il y aurait des enquêtes approfondies et des cours martiales pour les coupables aux dirigeants de l'ONU, il est difficile d'évaluer si les exécutions ont continué.

## Importance historique
Plus tôt cette même année, le régime de Rhee avait commis le Massacre de la ligue Bodo, au cours duquel entre 60 000 et 200 000 communistes et sympathisants présumés ont été tués. Les massacres de décembre ont accru la pression internationale et les critiques à l'égard du régime de Rhee.  
Les rapports d'exécutions de masse ont continué à nuire à la légitimité du gouvernement sud-coréen et, par conséquent, à la crédibilité de l'intervention des Nations Unies. Les exécutions de masse ont généralement diminué après les massacres de décembre, mais cet évènement a davantage consolidé l’image répressive du régime de Rhee. Les massacres ont constitué une propagande politique facile pour les forces communistes et ont été utilisés pour dénoncer le régime du Sud pendant des années.